# Село (филм из 2004)
Село (енгл. The Village) је амерички историјски трилер из 2004. године, режисера, продуцента и сценаристе М. Најт Шјамалана. У главним улогама су Хоакин Финикс, Ејдријен Броди, Брајс Далас Хауард, Вилијам Херт, Сигорни Вивер и Брендан Глисон. Радња филма прати село чије становништво живи у страху од створења која насељавају шуму изван њега, које називају „Они о којима се не прича”.
Филм је добио помешане критике, док су многи критичари били разочарани заплетом на крају. Био је номинован за награду Оскар у категорији за најбољу оригиналну музику, што је била четврта номинација у овој категорији за Џејмса Њутона Хауарда. Филм је остварио финансијски успех, зарадивши преко 257 милиона долара широм света наспрам буџета од 60 милиона долара.

## Радња
Прича је смештена у село Kовингтон, које се налази у руралној Пенсилванији и има само 60 становника. Они живе мирним животом, можда и зато што ужасавајућа створења лутају око села. Они су постигли неку врсту споразума са неманима по коме им је дозвољено да живе својим животом, док год не излазе из села. Међутим, тај договор нарушиће својеглави Лушус Хант, који одлучује да сазна шта се догађа изван Kовингтона и тако разбесни створења. Примирје се завршава, а село више никада неће бити исто. Осим страхота које им приређују „Они о којима се не прича”, ова изолована заједница мораће да се суочи и са сопственим кошмарима.

## Улоге
| Глумац             | Улога               |
| ------------------ | ------------------- |
| Брајс Далас Хауард | Ајви Елизабет Вокер |
| Хоакин Финикс      | Лушус Хант          |
| Ејдријен Броди     | Ноа Перси           |
| Вилијам Херт       | Едвард Вокер        |
| Сигорни Вивер      | Алис Хант           |
| Брендан Глисон     | Огаст Николсон      |
| Џуди Грир          | Кити Вокер          |